# Al-Sadaqah SC
Der al-Sadaqah Sports Club ist ein palästinensischer Fußballverein aus Gaza im gleichnamigen Gouvernement. Aktuell, Stand Oktober 2023, spielt der Verein in der Gaza Strip Premier League.

## Erfolge
- Gaza Strip Premier League
  - Meister: 2016/17

- Gaza Strip Cup
  - Finalist: 2010,

- Gaza Strip Supercup
  - Finalist: 2013, 2017

## Stadion
Der Verein trägt seine Heimspiele im Palestine Stadium in Gaza aus. Das Stadion hat ein Fassungsvermögen von 10.000 Personen.